# Maugli, a dzsungel fia (film, 1994)
A Maugli, a dzsungel fia (eredeti cím: Rudyard Kipling's The Jungle Book) 1994-ben bemutatott amerikai kalandfilm, melyet Ronald Yanover, Mark Geldman és Stephen Sommers forgatókönyvéből Sommers rendezett. A valós díszletek között készült élőszereplős film Rudyard Kipling A dzsungel könyve és A dzsungel második könyve című művein alapul.
A főbb szerepekben Jason Scott Lee, Cary Elwes és Lena Headey látható. A mozifilm a Walt Disney Pictures gyártásában készült, a Buena Vista Pictures forgalmazásában jelent meg. Az Amerikai Egyesült Államokban 1994. december 25-én, Magyarországon 1995. július 6-án mutatták be a mozikban.

## Szereplők
| Szereplő                 | Színész                                         | Magyar hang                                    |
| ------------------------ | ----------------------------------------------- | ---------------------------------------------- |
| Maugli                   | Jason Scott Lee (felnőtt) Sean Naegeli (gyerek) | Görög László (felnőtt) Szalay Csongor (gyerek) |
| William Boone kapitány   | Cary Elwes                                      | Széles László                                  |
| Katherine "Kitty" Brydon | Lena Headey (felnőtt) Joanna Wolff (gyerek)     | Györgyi Anna (felnőtt)                         |
| Geoffrey Brydon          | Sam Neill                                       | Helyey László                                  |
| Dr. Julius Plumford      | John Cleese                                     | Gruber Hugó                                    |
| John Wilkins tizedes     | Jason Flemyng                                   | Epres Attila                                   |
| Harley őrmester          | Ron Donachie                                    | Kránitz Lajos                                  |
| Nathu                    | Faran Tahir                                     | Gyabronka József                               |
| Buldeó                   | Stefan Kalipha                                  | Varga Tamás                                    |
| Tabaki                   | Anirudh Agarwal                                 | Csikós Gábor                                   |
| Alice                    | Liza Walker                                     |                                                |
| Rose                     | Rachel Robertson                                |                                                |
| Margareta                | Natalie Morse                                   |                                                |
| További szereplők        |                                                 | Imre István Katona Zoltán Kézdy György         |

## Televíziós megjelenések
MTV-1, RTL Klub